# Леніно (Тавдинський міський округ)
Ле́ніно (рос. Ленино) — присілок у складі Тавдинського міського округу Свердловської області.
Населення — 269 осіб (2010, 344 у 2002).
Національний склад населення станом на 2002 рік: росіяни — 96 %.